# Denise Milfont
Denise Milfont (Brasília, 26 de janeiro de 1962) é uma atriz brasileira. Estreou na televisão em 1984 na telenovela Livre para Voar, vivendo Jandira. Três anos mais tarde, obteve destaque ao interpretar a jovem sonhadora e romântica Juana no grande sucesso Sassaricando, no personagem era filha de Aldonza e Ricardo, vividos por Lolita Rodrigues e Carlos Zara, respectivamente. Logo em seguida, ganhou papel de maior destaque na televisão, Rosa, mulher de Zé do Burro (vivido por José Mayer), na minissérie O Pagador de Promessas. Com a reapresentação da minissérie no especial Luz, Câmera, 50 anos, na Rede Globo, Denise voltou a ganhar visibilidade e foi chamada por Miguel Falabella para fazer uma participação no seriado Pé na Cova, em 2015.
No cinema, participou de algumas produções, como: Ressaca (2008), No Coração dos Deuses (1999), Corisco & Dadá (1996), A República dos Anjos (1991), Césio 137 - O Pesadelo de Goiânia (1990) e O Calor da Pele (1994). Por sua participação em Césio 137 - O Pesadelo de Goiânia e em O Calor da Pele, Denise ganhou o Prêmio de Melhor Atriz Coadjuvante no Festival de Brasília.

## Biografia
Nos anos 2000, Denise é co-fundadora da primeira residência de arte da América do Sul , CAPACETE,  o que fez a atriz se afastar da teledramaturgia. Três anos mais tarde, a atriz atuou, dirigiu e produziu o monólogo Valsa n°6, do dramaturgo Nelson Rodrigues. Em 2007, aos 45 anos a atriz engravida de seu primeiro filho.
Denise atuou na série Stella Models, protagonizada pela atriz Stella Miranda em 2015 e no especial As Grandes Entrevistas de Pasquim em 2016 no episódio Jânio Quadros interpretando Eloá Quadros.

### Carreira na televisão
Iniciou sua trajetória em 1984 na telenovela Livre para Voar, da Rede Globo, vivendo Janda (Jandira). No ano seguinte, participou da minissérie  Veredas como Nhoriá, além de interpretar Alice em De Quina Pra Lua. Em 1987, atuou na pele de Juana em Sassaricando, concluindo a década no papel de Rosa na minissérie O Pagador de Promessas, este último, trabalhando ao lado da consagrada atriz Joana Fomm.
No início da década de 1990, viveu Teresinha na minissérie Riacho Doce e, logo em seguida, foi das Dores em O Farol. Em 1993, atuou como Vilma na telenovela Mulheres de Areia, personagem que se envolveu com Vanderlei e foi suspeita por sua morte. Nos dois anos seguintes, esteve no programa Você Decide no episódio "Seja Feita a Vossa Vontade", além de encarnar na pele de Cema em Irmãos Coragem. Posteriormente, fecharia o decênio participando de mais um episódio de Você Decide, intitulado "Retrato em Preto e Branco", além de interpretar a sonhadora garota de programa Elizete no remake de Pecado Capital.
Na década de 2000, teve um curto período na televisão, somente vivendo Mariquinhas na primeira fase da telenovela A Padroeira, além de atuar em Caminho das Índias como a mãe de Rani. Em 2012, fez participação em Amor Eterno Amor e, três anos mais tarde, esteve na quarta temporada da série Pé na Cova, no episódio "Estragos". Em 2016, encarnou como Eloá Quadros no especial As Grandes Entrevistas de Pasquim, do Canal Brasil, no episódio "Jânio Quadros", finalizando seus trabalhos no ano posterior em O Outro Lado do Paraíso como Helenita, filha de Lima Duarte e Laura Cardoso.

### Carreira no cinema
Estreou nas telonas em 1990 no filme Césio 137 - O Pesadelo de Goiânia como Santana, sendo eleita 'Melhor Atriz Coadjuvante' no Festival de Brasília. No ano seguinte, esteve no elenco de A República dos Anjos. Em 1994, participou do longa Boca, de co-produção brasileira e norte-americana; além de integrar o elenco de O Calor da Pele, sendo eleita 'Melhor Atriz Coadjuvante' no Festival de Brasília pela segunda vez. Em 1996, esteve na obra Corisco & Dadá, dirigido por Rosemberg Cariry e, três anos mais tarde, viveu uma dona de cabaré em No Coração dos Deuses. Retornaria ao cinema só em 2008 como Irene em Ressaca, além de fazer parte da equipe de Compro Likes, um ano depois.

## Vida pessoal
Nascida na capital federal, Brasília, em 26 de janeiro , se formou em publicidade pelo CEUB. Influenciada pela família de músicos, estudou viola de orquestra e saxofone na Escola de Música de Brasília. Em 1981 é integrante da banda Pessoal do Beijo, como cantora e em 1983 parte para o Rio de Janeiro para participar do musical a Dança dos Signos. 

## Filmografia

### Televisão
| Ano  | Título                            | Personagem                | Nota(s)                                |
| ---- | --------------------------------- | ------------------------- | -------------------------------------- |
| 1984 | Livre para Voar                   | Jandira                   |                                        |
| 1985 | Grande Sertão: Veredas            | Nhorinhá                  |                                        |
| 1985 | De Quina pra Lua                  | Alice                     |                                        |
| 1987 | Sassaricando                      | Juana Gutierrez de Pádua  |                                        |
| 1988 | O Pagador de Promessas            | Rosa / Iansã              |                                        |
| 1990 | Riacho Doce                       | Terezinha                 |                                        |
| 1991 | O Farol                           | Maria Das Dores Gonçalves |                                        |
| 1993 | Mulheres de Areia                 | Vilma de Souza Santos     |                                        |
| 1994 | Você Decide                       | Imaculada                 | Episódio: "Seja Feita a Vossa Vontade" |
| 1995 | Irmãos Coragem                    | Iracema (Cema)            |                                        |
| 1996 | Você Decide                       | —                         | Episódio: "Retrato em Preto e Branco"  |
| 1998 | Você Decide                       | Maria Anunciação          | Episódio: "Implosão"                   |
| 1998 | Pecado Capital                    | Elizeth Moreno            |                                        |
| 1999 | Você Decide                       | —                         | Episódio: "Faça a Coisa Certa"         |
| 2001 | A Padroeira                       | Mariquinhas               |                                        |
| 2009 | Caminho das Índias                | Hajari                    | Episódios: "22–28 de janeiro"          |
| 2012 | Amor Eterno Amor                  | Ana Paula                 |                                        |
| 2015 | Pé na Cova                        | Rosa Novarro              | Episódio: "Estragos"                   |
| 2016 | As Grandes Entrevistas de Pasquim | Eloá do Valle Quadros     | Episódio: "Jânio Quadros"              |
| 2017 | O Outro Lado do Paraíso           | Helenita de Sousa Tavares |                                        |
| 2019 | Stella Models                     | Aparecida                 | Episódio: "Hermínia"                   |
| 2023 | Travessia                         | Delegada Wanda            | Episódios: "24-25 de janeiro"          |
| 2023 | Compro Likes                      | Conceição                 |                                        |

### Cinema
| Ano  | Título                            | Personagem     |
| ---- | --------------------------------- | -------------- |
| 1990 | Césio 137 - O Pesadelo de Goiânia | Santana        |
| 1991 | A República dos Anjos             |                |
| 1994 | Boca                              | Moema          |
| 1994 | O Calor da Pele                   |                |
| 1996 | Corisco & Dadá                    | Maria Bonita   |
| 1999 | No Coração dos Deuses             | Dona do cabaré |
| 2008 | Ressaca                           | Irene          |

## Teatro
1980 Passageiros da Estrela de Sérgio Fonta
1984 A dança dos signos de Oswaldo Montenegro
1985 A fonte da eterna juventude de Thiago Santiago
1989 Lucrécia Borges de Paulo Cézar Coutinho
1992 Ricardo III de William Shakespeare
1996 Dorotéia - Uma farsa irresponsável de Nelson Rodrigues
2006 Valsa n.6 de Nelson Rodrigues
2016 Amor de André Sant'anna
2019 T: Partitura #1 por uma microrevolução.de Paul B Preciado 

## Prêmios e Indicações
| Ano  | Premiação                               | Categoria                | Nomeação                          | Resultado | Ref    |
| ---- | --------------------------------------- | ------------------------ | --------------------------------- | --------- | ------ |
| 1990 | Troféu Candango do Festival de Brasília | Melhor Atriz Coadjuvante | Césio 137 - O Pesadelo de Goiânia | Venceu    | [ 17 ] |
| 1994 | Troféu Candango do Festival de Brasília | Melhor Atriz Coadjuvante | O Calor da Pele                   | Venceu    | [ 20 ] |